# Klastica (przystanek kolejowy)
Klastica (ros. Клястица) – przystanek kolejowy w miejscowości Klastica, w rejonie newelskim, w obwodzie pskowskim, w Rosji. Położony jest na linii Newel - Połock.
Jest to ostatni punkt zatrzymywania się pociągów tej linii, położony w Rosji, przed granicą z Białorusią.

## Historia
Stacja kolejowa powstała w czasach carskich na linii bołogojsko-siedleckiej. Początkowo nosiła nazwę Nieklucz (ros. Неключь), od pobliskiego jeziora Nieklucz. Została zdegradowana do roli przystanku po upadku Związku Sowieckiego.